# Louis-Mayeul Chaudon
Louis-Mayeul Chaudon (Valensole, 10 maggio 1737 – Mézin, 28 maggio 1817) è stato un monaco cristiano, erudito e lessicografo francese, dell'ordine benedettino.

## Biografia
Louis-Mayeul Chaudon è stato monaco benedettino all'abbazia di Cluny che si è dedicato alla ricerca erudita. Fu secolarizzato nel 1787. Pubblicò nel 1766 un Nouveau dictionnaire historique portatif, che ebbe grande successo.
Prese parte attiva al dibattito culturale del suo tempo: scrisse numerosi lavori in difesa del cattolicesimo, per i quali ricevette i ringraziamenti di Clemente XIII e Pio VI, in due brevi apostoliche, e polemizzò con gli enciclopedisti nel Dictionnaire antiphilosophique (1767-1769).
Anche suo fratello Esprit-Joseph Chaudon (1738-1800) fu un bibliografo e un letterato, autore di una Bibliothèque de l'homme de goût (Avignon, 1772).

## Opere
- Louis-Mayeul Chaudon et al., Les grands hommes vengés, ou Examen des jugements portés par M. de V. et par quelques autres philosophes sur plusieurs hommes célèbres, avec un grand nombre de remarques critiques... par Monsieur des Sablons, Lyon, J. M. Barret, 1769 ([1])
- Louis-Mayeul Chaudon, Nouveau Dictionnaire historique. La prima edizione (4 volumi in-8°) fu pubblicata nel 1766 ad Avignone e fu seguita da 7 altre edizioni che furono rapidamente esaurite. Il dizionario biografico fu poi portato a 13 volumi nell'VIII edizione, pubblicata a Lione nel 1804, in collaborazione con Antoine-Joseph Delandine, e a 21 volumi in una ristampa di Louis Marie Prudhomme nel 1810-1812. Una edizione in 30 volumi, Dictionnaire historique, critique et bibliographique, contenant les vies des hommes illustres... suivi d'un dictionnaire abrégé des mythologies et d'un tableau chronologique des événemens les plus remarquables qui ont eu lieu depuis le commencement du monde..., a cura di J.D. Goignoux, revisionata da L.M. Chaudon e A.J. Delandine, è stata stampata da Ménard et Desenne nel 1821-1823 ([2]). Dalla VII edizione è stata tratta anche in edizione italiana pubblicata a Napoli[3]. La III edizione ha dato origine anche al noto Dictionnaire historique di François-Xavier de Feller (Liegi, 1781; stampato ancora nel XIX secolo e tradotto anche in lingua italiana in una edizione stampata a Venezia[4])
- Mémoires pour servir à l'histoire de M. de Voltaire, dans lesquels on trouvera divers écrits de lui peu connus sur ses différends avec J.-B. Rousseau... Testo del barone de Servières, rivisto da Louis-Mayeul Chaudon, stampato ad Amsterdam, [s.n.], 1785. 2 voll. (vol. I e vol. II).
- Louis-Mayeul Chaudon, Dictionnaire antiphilosophique, pour servir de commentaire & de correctif au dictionnaire philosophique, & aux autres livres qui ont paru de nos jours contre le christianisme, avec la notice des principaux auteurs, Avignon, veuve Girard et Seguin, 1767, in-8°.
- Louis-Mayeul Chaudon, Elemens de l'histoire ecclesiastique renfermant en abrege ce qui s'est passe de plus interessant dans l'eglise, depuis la naissance de Jesus-Christ jusqu'au pontificat de Pie VI. Pour servir a l'intruction des gens-du monde & des jeunes-gens qu'on eleve dans les colleges. Par l'auteur du nouveau dictionnaire historique. 2 voll. Caen, chez G. Le Roy, 1782 (Nouvelle édition, corrigée, augmentée, & entierement refondue, à Caen, chez G. Le Roy, 1787)